# دختر بد (فیلم ۱۹۳۱)
دختر بد (به انگلیسی: Bad Girl) فیلمی در ژانر درام به کارگردانی فرانک بورزیگی محصول سال ۱۹۳۱ کشور ایالات متحده آمریکا است.